# Alberto Warnken
Alberto Warnken Benavente, né le 1er février ou 2 septembre 1889 à Santiago et mort le 14 septembre 1944, est un arbitre chilien de football. 
Il est le premier arbitre à expulser un joueur en coupe du monde, le péruvien Plácido Galindo.

## Carrière
Il officie dans une compétition majeure : 
- Coupe du monde de football de 1930 (1 match)